# Keiraville
Keiraville är en förort i Australien.   Den ligger i kommunen City of Wollongong och delstaten New South Wales, i den sydöstra delen av landet, 190 km nordost om huvudstaden Canberra. Keiraville ligger 58 meter över havet och antalet invånare är 3 073.
Terrängen runt Keiraville är platt österut, men västerut är den kuperad. Havet är nära Keiraville åt sydost. Trakten är tätbefolkad. Närmaste större samhälle är Wollongong, 2,6 km öster om Keiraville. 